# Дун Биу
Дун Биу́ (кит. 董必武, пиньинь Dǒng Bìwǔ; 5 марта 1886 — 2 апреля 1975) — китайский государственный деятель. Один из основателей КПК в 1921 году; с 1945 член Политбюро ЦК КПК; в 1945—1954 заместитель председателя Государственного административного совета; в 1970-х исполняющий обязанности Председателя КНР; председатель Государственного Совета Китая (1968—1975).

## Биография
Родился в уезде Хуанъань провинции Хубэй в семье цинского чиновника. В 1911 г. вступил в организацию Тунмэнхой, участвовал в Синьхайской революции. Окончил юридический колледж в Японии. В 1919 г. участвовал в Движении 4 мая.
Участник Учредительного съезда Коммунистической партии Китая, проходившего с 23 июля по 5 августа 1921 года в Шанхае.
В 1924 г. в период сотрудничества КПК и Гоминьдана входил в состав правительства провинции Хубэй, возглавлял организацию Гоминьдана в провинции и был кандидатом в члены ЦИК Гоминьдана.
В 1928—1932 гг. учился в СССР в Университете имени Сунь Ятсена и Международной ленинской школе.
В 1932 г. входил в правительство Китайской советской республики, временно — сотрудник Верховного суда республики. Участник Великого похода. Возглавлял партийную школу при ЦК КПК, исполнял обязанности председателя правительства советского района Шэньси-Ганьсу-Нинся. В период войны с Японией и после её окончания являлся одной из ключевых фигур в переговорах между КПК и Гоминьданом. В 1945 г. представлял освобождённые районы Китая на учредительном собрании Организации Объединённых Наций в Сан-Франциско. Работал заместителем председателя Южного бюро ЦК КПК, секретарём Северо-Китайского бюро.
После основания Китайской Народной Республики возглавлял комитет Госсовета по экономическим и финансовым отношениям, Административный Совет Центрального народного правительства, занимал другие высшие административные должности.
В 1970-х гг. — исполняющий обязанности Председателя КНР; председатель Государственного Совета Китая (1968—1975).

## Память

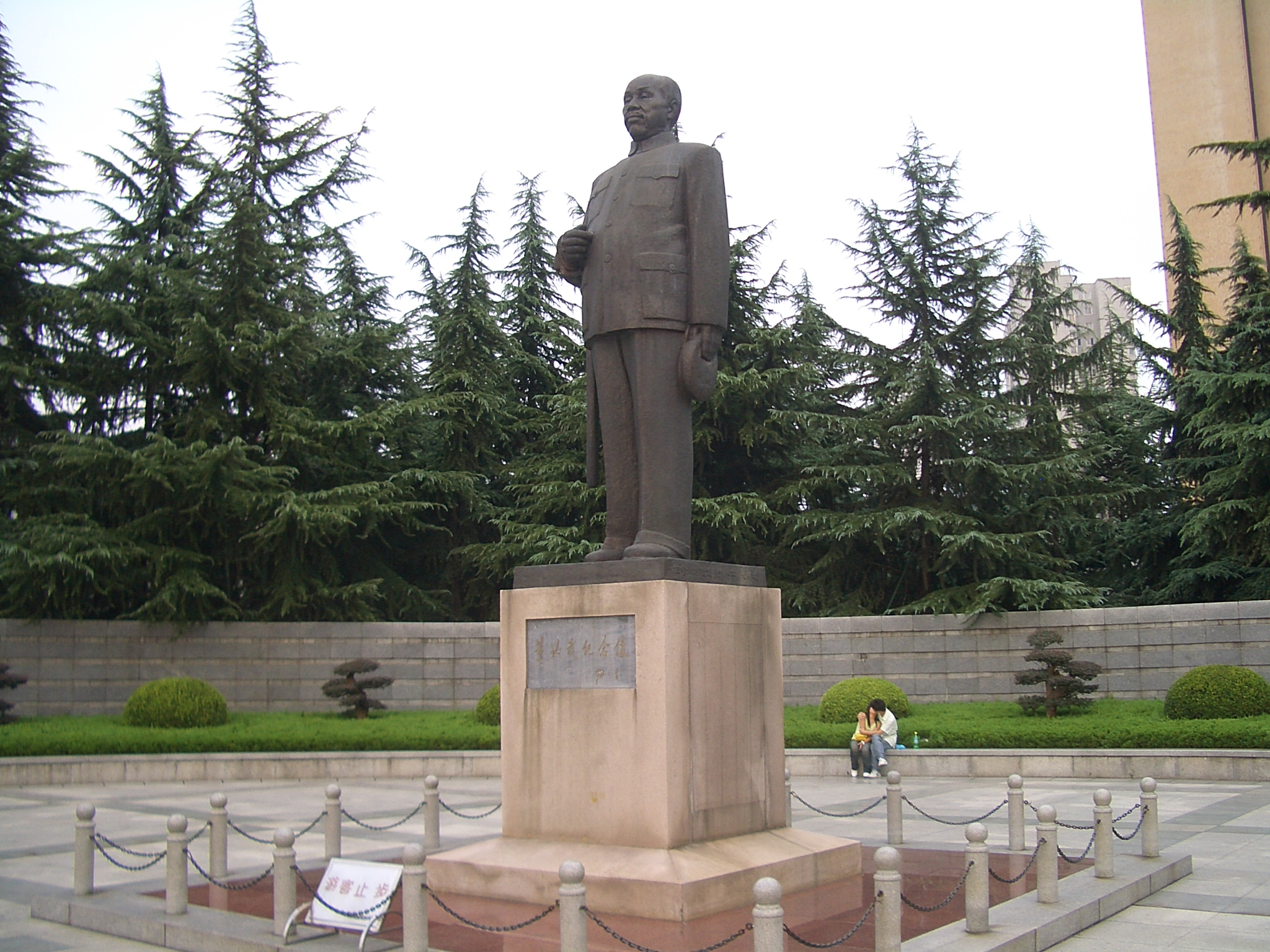
Статуя Дун Биу в центре Уханя

- В 1991 в центре Уханя на площади Хуншань была установлена статуя Дун Биу.
- Музей Дун Биу находится в революционном районе «Хубэй-Хунань-Аньхой» в северо-восточной части Кладбища революционеров, погибших при Восстании «Хуанма». Общая площадь музея, построенного в стиле китайского сада, составляет 5800 кв. м. В музее хранится большое число вещей, принадлежавших Дун Биу.[4]